# Ianca, Olt
Ianca là một xã thuộc hạt Olt, România. Dân số thời điểm năm 2002 là 4434 người.